# Quezon City
Quezon City er den største by på Filippinerne og har 2.960.048 (2020) indbyggere. Byen er en del af Hovedstadsregionen, der bl.a omfatter Manila.
Byen var hovedstad på Filippinerne fra 1948 til 1972.